# Aldine Müller
Aldine Müller (nascida Aldina Rodrigues Raspini; Bom Jesus, 8 de outubro de 1953) é uma atriz brasileira cujo currículo conta com mais de quarenta filmes e vários trabalhos na televisão.

## Biografia

### Profissional
Filha de italianos, com mãe beata, casou e engravidou aos 16 anos para poder sair de casa. O plano deu errado. Aldine perdeu a guarda do filho, César Fonseca, quando decidiu tentar a vida em São Paulo. Com 24 anos, figurante da TV Tupi, recém-chegada do Sul, foi convidada para seu primeiro papel de destaque no cinema, no filme “Clube dos Infiéis” (1974), também o primeiro da carreira de Cláudio Cunha.
Foi uma das musas da pornochanchada.
Entre seus papeis, destacam-se a sensual Brigite na novela Sassaricando (1987), a falsa Dinah em O Salvador da Pátria (1989), a dona Flor no humorístico Escolinha do Professor Raimundo (1992) e a Madre Monserrat na novela Cristal (2006), do SBT.
Em maio de 2000, aos 46 anos, foi capa da revista Sexy.

### Vida pessoal
Através de César, Aldine é avó de três netos.

## Carreira

### Televisão
| Ano     | Título                          | Personagem         | Notas                             | Emissora      |
| ------- | ------------------------------- | ------------------ | --------------------------------- | ------------- |
| 2013–15 | Chiquititas                     | Vera               |                                   | SBT           |
| 2011    | Bento da Caridade               | Nhazinha           |                                   | TV Itu        |
| 2007    | Dance, Dance, Dance             | Ângela Garcia      |                                   | Band          |
| 2007    | Show do Tom                     | Vários personagens |                                   | Record        |
| 2006    | Cristal                         | Madre Montserrat   |                                   | SBT           |
| 2004    | A Escrava Isaura                | Estela             |                                   | Record        |
| 2004    | Meu Cunhado                     | Drª Rubinha        |                                   | SBT           |
| 2003    | Jamais Te Esquecerei            | Délia              |                                   | SBT           |
| 1998    | Serras Azuis                    | Ilsa Paleólogo     |                                   | Band          |
| 1998    | Contos de Natal                 | Mariana Gutman     | Episódio: "Natal para Dois"       | Band          |
| 1997    | Chiquititas                     | Drª Marisa         | Participação                      | SBT           |
| 1997    | O Olho da Terra                 | Rosa               |                                   | Record        |
| 1997    | Uma Janela para o Céu           | Dorothy            |                                   | Record        |
| 1996    | Quem É Você?                    | Cristina           |                                   | Globo         |
| 1995    | Você Decide                     | —                  | Episódio: "Remédio Duvidoso"      | Globo         |
| 1992    | Escolinha do Professor Raimundo | Dona Flor          | 1992–1995                         | Globo         |
| 1991    | Estados Anysios de Chico City   | Vários personagens |                                   | Globo         |
| 1990    | Rainha da Sucata                | Ângela             |                                   | Globo         |
| 1989    | Cortina de Vidro                | Judite             |                                   | SBT           |
| 1989    | O Salvador da Pátria            | Dinah Amaral       |                                   | Globo         |
| 1987    | Sassaricando                    | Brigite            |                                   | Globo         |
| 1986    | Tudo ou Nada                    | Berta              |                                   | Rede Manchete |
| 1985    | Uma Esperança no Ar             | Marisa             |                                   | SBT           |
| 1985    | A Guerra dos Farrapos           | Anita Garibaldi    |                                   | Rede Band     |
| 1983    | Razão de Viver                  | Rita               |                                   | SBT           |
| 1983    | Moinhos de Vento                | Lídia              |                                   | Globo         |
| 1982    | Caso Verdade                    | Freira             | Episódio: "O Menino dos Milagres" | Globo         |
| 1982    | Casa de Pensão                  | Amélia             |                                   | TV Cultura    |
| 1982    | O Pátio das Donzelas            | Maya               |                                   | TV Cultura    |
| 1976    | Tchan, a Grande Sacada          | Modelo             |                                   | TV Tupi       |

### Cinema
| Ano  | Título                                  | Personagem        |
| ---- | --------------------------------------- | ----------------- |
| TBA  | O Senhor dos Sete Universos             | —                 |
| 2012 | 2 Coelhos                               | Sophia            |
| 1985 | Noite                                   | Mulher elegante   |
| 1984 | Amenic - Entre o Discurso e a Prática   | —                 |
| 1983 | Elite Devassa                           | —                 |
| 1983 | Estranhos Prazeres de uma Mulher Casada | Meg               |
| 1982 | A Noite do Amor Eterno                  | Lilian Davis      |
| 1982 | Perdida em Sodoma                       | Cléo              |
| 1982 | Excitação Diabólica                     | Constância        |
| 1982 | Shock: Diversão Diabólica               | Isa               |
| 1981 | Bacanal                                 | —                 |
| 1981 | O Fotógrafo                             | Leninha           |
| 1981 | O Império do Desejo                     | —                 |
| 1980 | A Fêmea do Mar                          | Cassandra         |
| 1980 | Colegiais e Lições de Sexo              | Sílvia            |
| 1980 | Consórcio de Intrigas                   | Aimée             |
| 1980 | Convite ao Prazer                       | Sônia             |
| 1980 | Força Estranha                          | Meg               |
| 1980 | A Boneca Cobiçada                       | —                 |
| 1980 | A Mulher que Inventou o Amor            | Doralice          |
| 1979 | Os Imorais                              | Rosa              |
| 1979 | Viúvas Precisam de Consolo              | Selminha          |
| 1979 | Nos Tempos da Vaselina                  | Lucinha           |
| 1979 | Uma Cama para Sete Noivas               | Noiva             |
| 1979 | A Força dos Sentidos                    | Pérola            |
| 1979 | O Prisioneiro do Sexo                   | Secretária        |
| 1978 | O Artesão de Mulheres                   | Verinha           |
| 1978 | O Estripador de Mulheres                | Amante de Pascoal |
| 1978 | Bem Dotado, o Homem de Itu              | Lurdinha          |
| 1978 | Assassinato à Noite                     | —                 |
| 1978 | Ninfas Diabólicas                       | Úrsula            |
| 1977 | Dezenove Mulheres e um Homem            | Jussara           |
| 1977 | Internato de Meninas Virgens            | Moça              |
| 1977 | Coquetel do Sexo                        | —                 |
| 1977 | Socorro! Eu Não Quero Morrer Virgem     | Virgínia          |
| 1977 | Paixão e Sombras                        | Candidata a atriz |
| 1977 | Segredo das Massagistas                 | Lorenia           |
| 1976 | A Ilha das Cangaceiras Virgens          | —                 |
| 1976 | As Meninas Querem... Os Coroas Podem    | Roberta           |
| 1975 | As Fêmeas do Mar                        | —                 |
| 1975 | Pesadelo Sexual de um Virgem            | —                 |
| 1975 | As Audaciosas                           | —                 |
| 1975 | Os Pilantras da Noite                   | —                 |
| 1975 | O Clube das Infiéis                     | —                 |